# Servé Janssen
Servatius Emile Joseph Hubert (Servé) Janssen (Maastricht, 30 oktober 1944 – aldaar, 27 februari 2017) was een Nederlands politicus van het CDA.
In de jaren 80 trad hij toe tot de gemeenteraad van Berlicum en in 1989 werd hij daar wethouder. Begin 1993 werd de Berlicumse burgemeester Jan van Homelen benoemd tot burgemeester van Boxtel. Er waren al plannen voor een gemeentelijke herindeling en in plaats van een procedure te starten voor het zoeken van een nieuwe kroonbenoemde burgemeester werd Janssen benoemd tot waarnemend burgemeester van Berlicum. Op 1 januari 1996 gingen de gemeenten Berlicum, Den Dungen en Sint-Michielsgestel op in de nieuwe gemeente Sint-Michielsgestel. Ger Schinck, sinds 1989 al burgemeester van Sint-Michielsgestel werd de burgemeester van de fusiegemeente en Janssen werd er wethouder. Hij zou daar tot 2002 wethouder blijven en overleed begin 2017 op 72-jarige leeftijd opeens toen hij carnaval aan het vieren was in zijn geboorteplaats.